# Aphaenogaster schmidti
Aphaenogaster schmidti é uma espécie de inseto do gênero Aphaenogaster, pertencente à família Formicidae.